# Дамы и Господа (роман)
«Дамы и Господа» (англ. Lords and Ladies) — юмористический роман в жанре фэнтези английского писателя Терри Пратчетта, написанный в 1992 году.
Четырнадцатая книга из цикла «Плоский мир», четвёртая книга подцикла о ланкрских ведьмах. Роман наполнен аллюзиями на комедию Уильяма Шекспира «Сон в летнюю ночь».

## Аннотация
Наше сознание творит с нами самые невообразимые вещи. Мы помним только хорошее. Вот драконы, к примеру. Очень романтичные, красивые, полные достоинства зверюги. Но мы забываем, что к этим чертам следует добавить абсолютную прожорливость, мгновенную воспламеняемость и крайнюю зубастость. А эльфы? Да, они танцуют при луне, поют песни — в общем, весёлые, милые существа… Но будете ли вы рады, когда они вернутся? О да, эльфы очень любят разные игры — только весело им, а не вам.

## Главные герои
- Матушка Ветровоск
- Нянюшка Ягг
- Маграт Чесногк
- Эльфы